# Shin Asahina
Shin Asahina (朝比奈 伸 Asahina Shin?), född 20 augusti 1976 i Shizuoka prefektur, är en japansk före detta fotbollsspelare.
Asahina började sin karriär 1999 i Gamba Osaka. Efter Gamba Osaka spelade han för Sagan Tosu, Rosso Kumamoto, Banditonce Kobe och TDK. Han avslutade karriären 2009.